# جوردی دلکلوس
جوردی دلکلوس (انگلیسی: Jordi Delclos؛ زادهٔ ۳ ژوئیهٔ ۱۹۸۵) بازیکن فوتبال اهل فرانسه است.
از باشگاه‌هایی که در آن بازی کرده‌است می‌توان به باشگاه فوتبال لوزان-اسپورت اشاره کرد.